# George Lincoln Rockwell
George Lincoln Rockwell (Bloomington, 9 de marzo de 1918-Condado de Arlington, 25 de agosto de 1967) fue un militar estadounidense, fundador del Partido Nazi Estadounidense. Fue una figura principal en el movimiento neonazi de la posguerra en Estados Unidos y sus creencias y escritos han continuado influyendo a los movimientos de supremacía blanca y neonazis (ver Movimiento de Milicias).
Rockwell buscó la colaboración con grupos y seguidores de la Identidad Cristiana. El 10 de junio de 1964, se reunió y formó una alianza con el ministro religioso y defensor de la identidad cristiana Wesley A. Swift.
Rockwell negaba el Holocausto judío y creía que Martin Luther King era una herramienta de los comunistas judíos que querían gobernar a la comunidad blanca. Culpaba a los judíos del surgimiento del movimiento por los derechos civiles.
Rockwell consideraba a Adolf Hitler como el "salvador blanco del siglo XX". Rockwell veía a los negros como una raza primitiva y letárgica que solo deseaba placeres simples y una vida de irresponsabilidad y apoyó el reasentamiento de todos los afroestadounidenses en un nuevo estado africano que sería financiado por el Gobierno federal de los Estados Unidos. Como partidario de la segregación racial , estuvo de acuerdo y citó a muchos líderes del nacionalismo negro, como Elijah Muhammad y Malcolm X.
En años posteriores, Rockwell se alineó cada vez más con otros grupos neonazis, liderando la Unión Mundial de Nacionalsocialistas.
El 25 de agosto de 1967, John Patler, un exmiembro del partido expulsado por Rockwell por supuestas "inclinaciones bolcheviques", disparó y mató al teniente coronel Rockwell en el  Condado de Arlington, Virginia.

## En la cultura popular
En la serie de televisión El hombre en el castillo George Lincoln Rockwell gobierna, bajo el título de Reichsmarschall, el llamado Reich Americano, un estado títere del Tercer Reich Alemán que existe en un mundo alternativo en el que los nazis derrotaron a los Estados Unidos y sus aliados en la Segunda Guerra Mundial.